# Karl Logan
Karl Logan (28 de abril de 1965) é um músico norte-americano conhecido por ter sido guitarrista da banda norte-americana de heavy metal Manowar. Logan juntou-se aos Manowar em 1994, após apresentações locais na Pensilvânia com a banda Arc Angel (que também teve o baterista A. J. Pero, ex integrante do Twisted Sister, falecido em 2015).
Karl Logan encontrou Joey DeMaio numa loja especializada em motos, quando foi levantar a sua moto após a reparação, e discutiu com Joey sobre a possível entrada na banda.
Logan utiliza guitarras customizadas da marca japonesa Matisko e é um dos adeptos da técnica shred guitar.
No final de outubro de 2018, foi noticiado que Logan foi preso, em agosto do mesmo ano, por posse de pornografia infantil.

## Discografia
- Louder Than Hell (1996)
- Hell on Wheels (1997)
- Hell on Stage (1999)
- Warriors Of The World (2002)
- Sons of Odin (2006)
- Gods of War (2007)
- Gods of War Live (2007)
- Thunder in the Sky (2009)
- Magic - A Tribute to Ronnie James Dio (2010)
- The Lord of Steel (2012)